# Phytoptipalpus albizziae
Phytoptipalpus albizziae är en spindeldjursart som beskrevs av Pritchard och Baker 1958. Phytoptipalpus albizziae ingår i släktet Phytoptipalpus och familjen Tenuipalpidae. Inga underarter finns listade i Catalogue of Life.